# Galghasia River
Galghasia River är en flodgren i Bangladesh.   Den ligger i provinsen Khulna, i den södra delen av landet, 190 km sydväst om huvudstaden Dhaka.
Trakten runt Galghasia River består huvudsakligen av våtmarker. Runt Galghasia River är det tätbefolkat, med 356 invånare per kvadratkilometer.